# Mistrzostwa Polski w kolarstwie torowym – omnium mężczyzn
Mistrzostwa Polski w kolarstwie torowym w konkurencji omnium mężczyzn odbywają się od 2010.

## Medaliści
| Rok  | Złoto               | Srebro                | Brąz                  |
| 2010 | Rafał Ratajczyk     | Grzegorz Stępniak     | Dawid Głowacki        |
| 2011 | Dawid Głowacki      | Mateusz Nowak         | Rafał Ratajczyk       |
| 2012 | Mateusz Nowak       | Mateusz Nowaczek      | Adrian Tekliński      |
| 2013 | Adrian Tekliński    | Mateusz Nowaczek      | Rafał Jeziorski       |
| 2014 | Mateusz Nowak       | Adrian Tekliński      | Rafał Jeziorski       |
| 2015 | Adrian Tekliński    | Mateusz Nowak         | Krzysztof Tomaszewski |
| 2016 | Adrian Tekliński    | Michał Rzeźnicki      | Mateusz Nowaczek      |
| 2017 | Szymon Sajnok       | Daniel Staniszewski   | Szymon Krawczyk       |
| 2018 | Filip Maciejuk      | Daniel Staniszewski   | Filip Prokopyszyn     |
| 2019 | Damian Sławek       | Filip Prokopyszyn     | Wojciech Pszczolarski |
| 2020 | Daniel Staniszewski | Alan Banaszek         | Filip Prokopyszyn     |
| 2021 | Alan Banaszek       | Daniel Staniszewski   | Damian Sławek         |
| 2022 | Adam Woźniak        | Kacper Majewski       | Radosław Frątczak     |
| 2023 | Konrad Waliniak     | Wojciech Pszczolarski | Kacper Majewski       |
| 2024 | Alan Banaszek       | Konrad Waliniak       | Adam Woźniak          |